# Clinocera longicauda
Clinocera longicauda är en tvåvingeart som beskrevs av Sinclair 2008. Clinocera longicauda ingår i släktet Clinocera och familjen dansflugor. Inga underarter finns listade i Catalogue of Life.